# أهانجوكو
أهانجوكو (بالإنجليزية: Aha Njoku)‏ في الأساطير الأفريقية عبدت هذه الربة الشعبية عند شعب إيبو في نيجيريا. وهي المسؤولة عن اليام (البطاطا الحلوة) وهو الغذاء الأساسي هناك، وعن النساء اللواتي يعملن على استخراجها والعناية بها.